# Canadian Open 2013
Il Canadian Open 2013 (conosciuto anche come Rogers Cup presented by National Bank 2013 o più semplicemente Rogers Cup 2013 per motivi di sponsorizzazione) è stato un torneo di tennis giocato sul cemento. È stata la 123ª edizione del torneo maschile e la 112ª di quello femminile, che fa parte della categoria ATP World Tour Masters 1000 nell'ambito dell'ATP World Tour 2013, e della categoria Premier 5 nell'ambito del WTA Tour 2013. Il torneo maschile si è giocato all'Uniprix Stadium di Montréal, quello femminile al Rexall Centre di Toronto, entrambi dal 3 all'11 agosto 2013.

## Partecipanti ATP

### Teste di serie
| Nazionalità | Giocatore             | Ranking* | Testa di serie |
| ----------- | --------------------- | -------- | -------------- |
| Serbia      | Novak Đoković         | 1        | 1              |
| Regno Unito | Andy Murray           | 2        | 2              |
| Spagna      | David Ferrer          | 3        | 3              |
| Spagna      | Rafael Nadal          | 4        | 4              |
| Rep. Ceca   | Tomáš Berdych         | 6        | 5              |
| Argentina   | Juan Martín del Potro | 7        | 6              |
| Francia     | Richard Gasquet       | 9        | 7              |
| Svizzera    | Stan Wawrinka         | 10       | 8              |
| Giappone    | Kei Nishikori         | 11       | 9              |
| Germania    | Tommy Haas            | 12       | 10             |
| Canada      | Milos Raonic          | 13       | 11             |
| Spagna      | Nicolás Almagro       | 14       | 12             |
| Italia      | Fabio Fognini         | 16       | 13             |
| Francia     | Gilles Simon          | 17       | 14             |
| Polonia     | Jerzy Janowicz        | 18       | 15             |
| Serbia      | Janko Tipsarević      | 19       | 16             |

* Le teste di serie sono basate sul ranking al 29 luglio 2013.

### Altri partecipanti
I seguenti giocatori hanno ricevuto una wild card per il tabellone principale: 
- Frank Dancevic
- Jesse Levine
- Filip Peliwo
- Vasek Pospisil

I seguenti giocatori sono passati dalle qualificazioni: 

- Lu Yen-hsun
- Benjamin Becker
- Peter Polansky
- Amir Weintraub
- David Goffin
- Alex Bogomolov Jr.
- Marinko Matosevic

## Partecipanti WTA

### Teste di serie
| Nazionalità | Giocatrice          | Ranking* | Teste di serie |
| ----------- | ------------------- | -------- | -------------- |
| Stati Uniti | Serena Williams     | 1        | 1              |
| Bielorussia | Viktoryja Azaranka  | 3        | 2              |
| Polonia     | Agnieszka Radwańska | 4        | 3              |
| Cina        | Li Na               | 5        | 4              |
| Italia      | Sara Errani         | 6        | 5              |
| Rep. Ceca   | Petra Kvitová       | 7        | 6              |
| Francia     | Marion Bartoli      | 8        | 7              |
| Germania    | Angelique Kerber    | 9        | 8              |
| Danimarca   | Caroline Wozniacki  | 10       | 9              |
| Italia      | Roberta Vinci       | 11       | 10             |
| Russia      | Marija Kirilenko    | 12       | 11             |
| Australia   | Samantha Stosur     | 13       | 12             |
| Belgio      | Kirsten Flipkens    | 14       | 13             |
| Stati Uniti | Sloane Stephens     | 15       | 14             |
| Serbia      | Jelena Janković     | 16       | 15             |
| Serbia      | Ana Ivanović        | 17       | 16             |

* Le teste di serie sono basate sul ranking al 29 luglio 2013

### Altre partecipanti
Le seguenti giocatrici hanno ricevuto una wild card per il tabellone principale:
- Viktoryja Azaranka
- Marion Bartoli
- Eugenie Bouchard
- Stéphanie Dubois
- Sharon Fichman

Le seguenti giocatrici sono passate dalle qualificazioni: 

- Kiki Bertens
- Jana Čepelová
- Lauren Davis
- Alexandra Dulgheru
- Julia Glushko
- Petra Martić
- Alison Riske
- Anastasija Rodionova
- Olga Savchuk
- Chanelle Scheepers
- Anna Tatišvili
- Carol Zhao

Lucky loser:
- Svetlana Kuznecova
- Ayumi Morita
- Bethanie Mattek-Sands

## Punti e montepremi

### Distribuzione punteggio
| Turno                        | Singolare maschile | Doppio maschile | Singolare femminile | Doppio femminile |
| ---------------------------- | ------------------ | --------------- | ------------------- | ---------------- |
| Campioni                     | 1000               | 1000            | 900                 | 900              |
| Finalisti                    | 600                | 600             | 620                 | 620              |
| Semifinalisti                | 360                | 360             | 395                 | 395              |
| Quarti di finale             | 180                | 180             | 225                 | 225              |
| Terzo turno                  | 90                 | 90              | 125                 | 125              |
| Secondo turno                | 45                 | 10              | 70                  | 1                |
| Primo turno                  | 10                 | –               | 1                   | –                |
| Qualificati                  | 25                 | –               | 30                  | –                |
| Ultimo turno qualificazioni  | 14                 | –               | 20                  | –                |
| Secondo turno qualificazioni | -                  | –               | 12                  | –                |
| Primo turno qualificazioni   | -                  | –               | 1                   | –                |

### Premi in denaro
I premi sono espressi in dollari americani. 
| Stage                        | Singolare maschile | Doppio maschile | Singolare femminile | Doppio femminile |
| ---------------------------- | ------------------ | --------------- | ------------------- | ---------------- |
| Campioni                     | 522 550 $          | 155 490 $       | 385 000 $           | 110 000 $        |
| Finalisti                    | 256 220 $          | 76 120 $        | 193 000 $           | 55 000 $         |
| Semifinalisti                | 128 960 $          | 38 180 $        | 96 500 $            | 27 525 $         |
| Quarti di finale             | 65 575 $           | 19 600 $        | 47 000 $            | 13 850 $         |
| Terzo turno                  | 34 050 $           | 10 130 $        | 22 750 $            | 7000 $           |
| Secondo turno                | 17 950 $           | 5350 $          | 11 500 $            | 3500 $           |
| Primo turno                  | 9695 $             | –               | $                   | –                |
| Ultimo turno qualificazioni  | 2145 $             | –               | 2750 $              | –                |
| Secondo turno qualificazioni | –                  | –               | 1450 $              | –                |
| Primo turno qualificazioni   | 1095 $             | –               | 900 $               | –                |

## Campioni

### Singolare maschile
Rafael Nadal ha sconfitto in finale  Milos Raonic per 6–2, 6–2.
- È il cinquantottesimo titolo in carriera per Nadal, settimo dell'anno e venticinquesimo in un master 1000.

### Singolare femminile
Serena Williams ha sconfitto in finale  Sorana Cîrstea per 6–2, 6–0.
- È il cinquantaquattresimo titolo in carriera per Serena, l'ottavo dell'anno.

### Doppio maschile
Alexander Peya /  Bruno Soares hanno sconfitto in finale  Colin Fleming /  Andy Murray per 6–4, 7–6(4).

### Doppio femminile
Jelena Janković /  Katarina Srebotnik hanno sconfitto  Anna-Lena Grönefeld /  Květa Peschke per 5–7, 6–2, [10–6].